# Qi Faren
Dans ce nom chinois, le nom de famille, Qi, précède le nom personnel.
Qi Faren (chinois traditionnel: 戚发轫) est le concepteur en chef des vaisseaux spatiaux chinois depuis le lancement du premier prototype du vaisseau habité Shenzhou en 1999. Il est né en 1933 dans la province du Liaoning et devint diplômé de l'université d'aéronautique et d'astronautique de Pékin (aujourd'hui connue sous le nom d'université Beihang) en 1957. Qi prit part aux recherches et aux études du premier satellite de la République populaire de Chine, le Dong Fang Hong 1, qui fut lancé avec succès en 1970. Il a ensuite été nommé concepteur général du vaisseau spatial chinois en 1992, à la suite du départ à la retraite de Tsien Hsue-Shen.

## Honneur
L'astéroïde (336877) Qifaren est nommé en son honneur.